# Марий Артемий
Ма́рий Арте́мий (лат. Marius Artemius) — римский политический деятель второй половины IV века.
В 364 году Артемий занимал должность корректора провинции Лукания и Бруттий. Известно несколько законов, упоминающих его в это время. В 369—370 годах он находился на посту викария Испании, о чём рассказывают несколько надписей и законов.